# Pflieger (Verkehrsunternehmen)
Die Pflieger Reise- und Verkehrs-GmbH + Co. betreibt als privates Omnibusunternehmen die Buslinien des Stadtverkehrs Böblingen-Sindelfingen (SBS) sowie regionale Buslinien im Landkreis Böblingen innerhalb des Verkehrs- und Tarifverbunds Stuttgart (VVS). Das Unternehmen ist mit rund 140 Mitarbeitern und 93 Fahrzeugen der größte private Nahverkehrsdienstleister im Landkreis Böblingen. Darüber hinaus ist Pflieger im Gelegenheits- und Auftragsverkehr tätig.

## Geschichte

Bilder
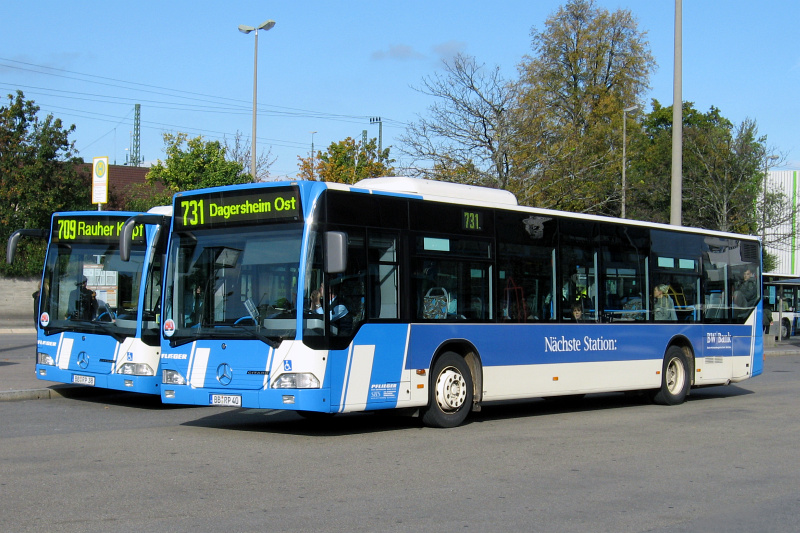
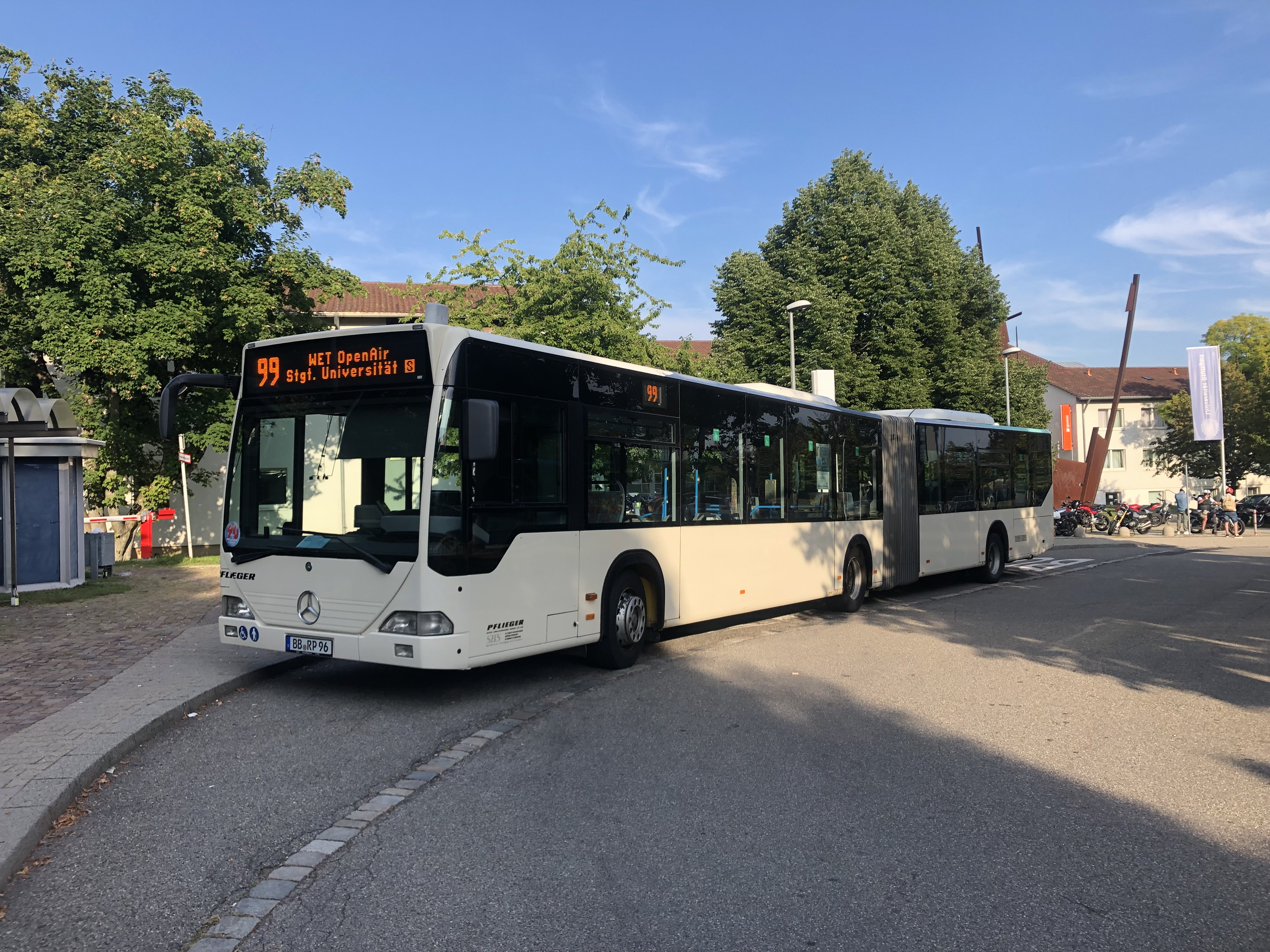
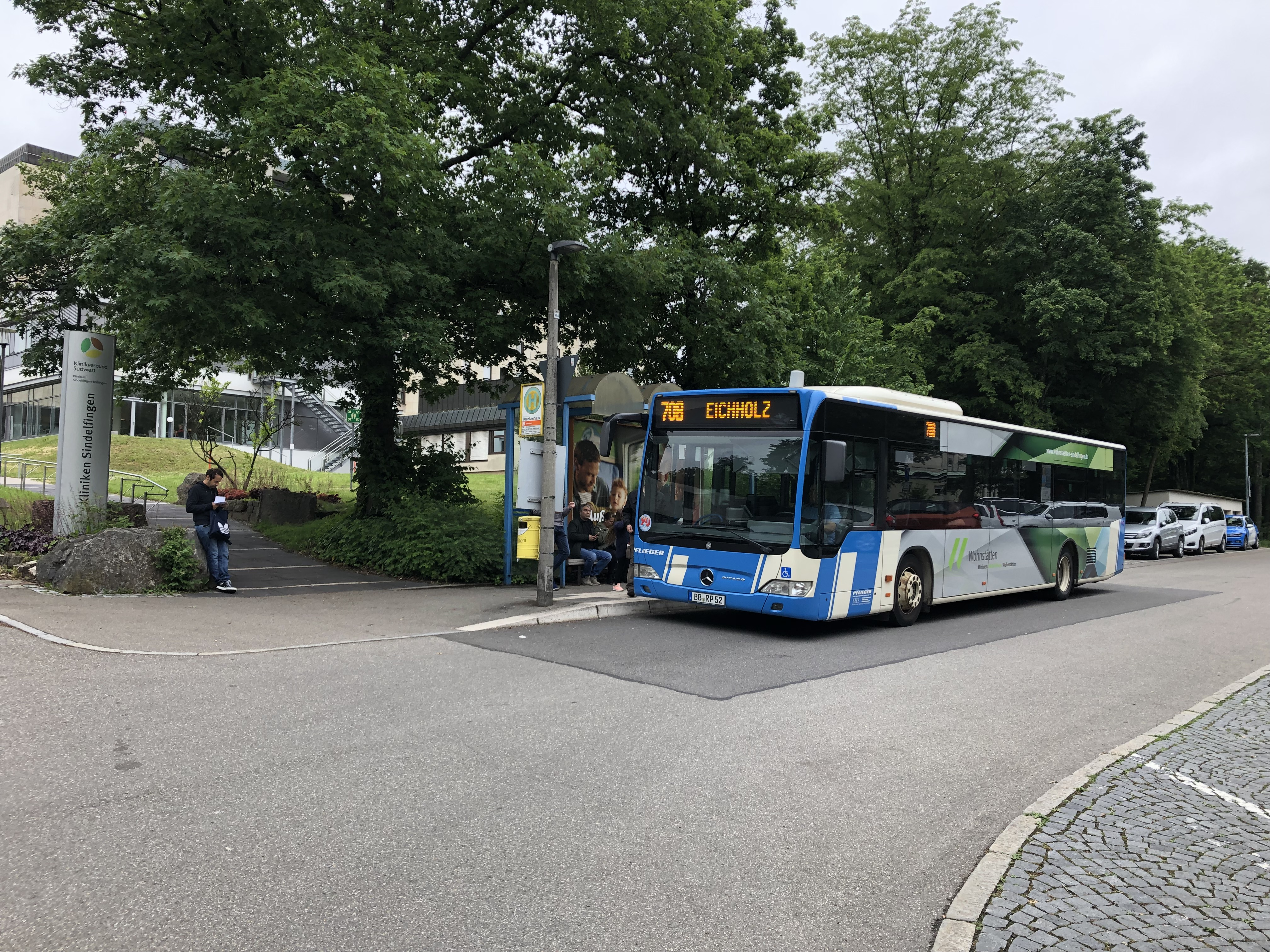
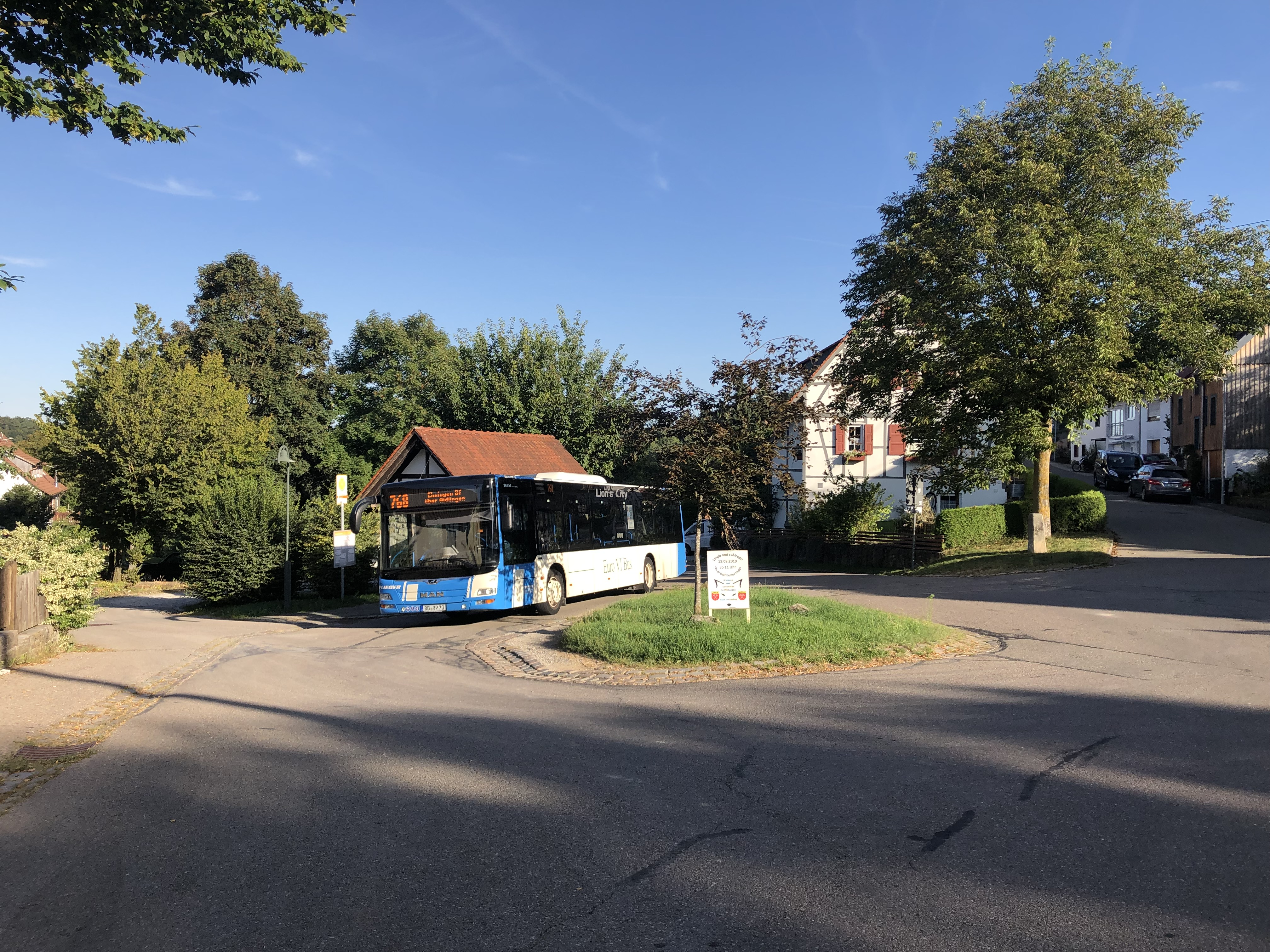
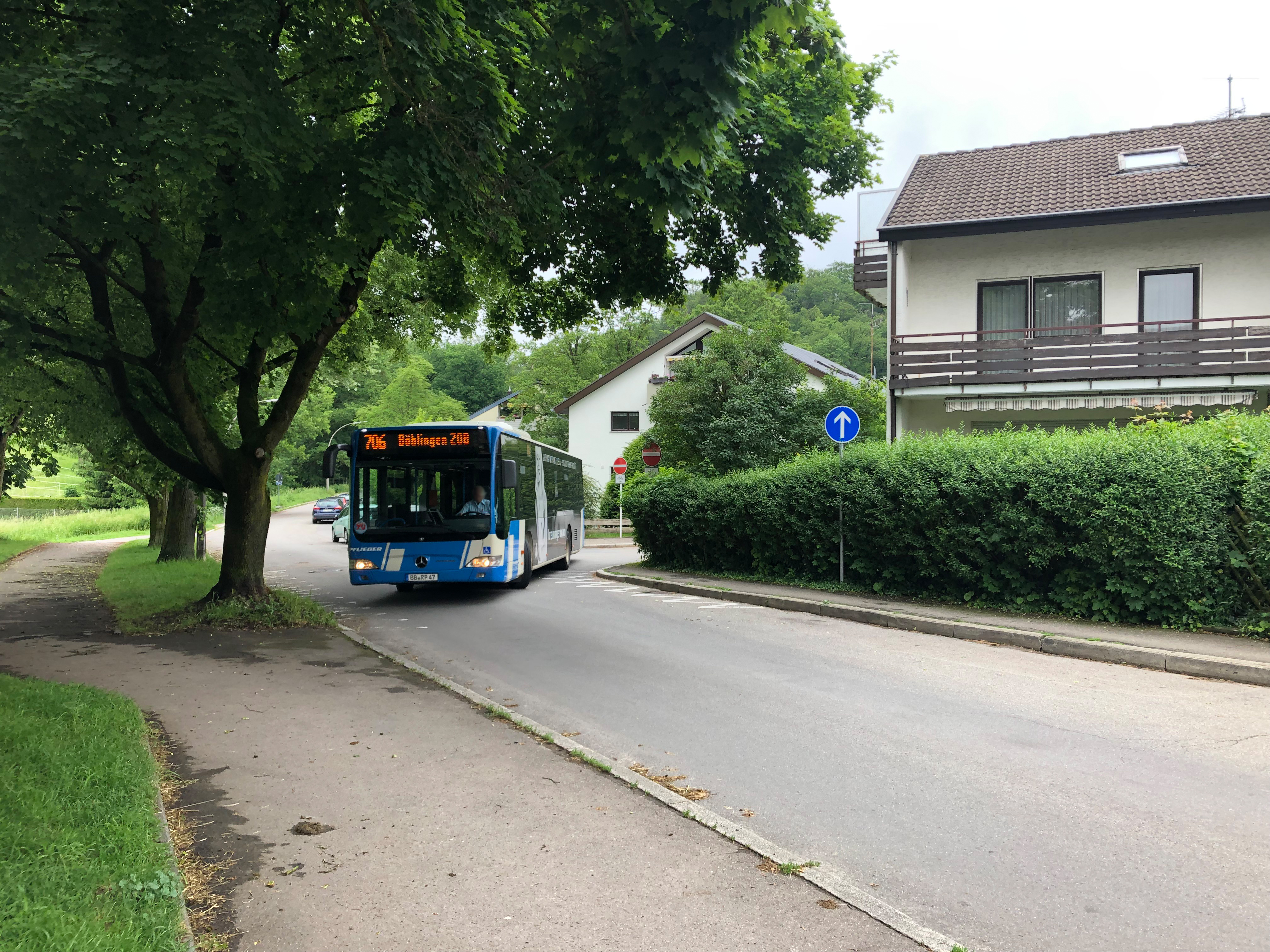

Eugen Pflieger eröffnete 1926 eine Kolonialwaren-Großhandlung mit angegliederter Autovermietung in Sindelfingen. 1932 begann er, mit vier Omnibussen Ausflugsfahrten anzubieten. Es folgte die Einrichtung von Buslinien nach Tübingen, Rottenburg und Nagold.
Nach Kriegsende nahm Pflieger mit einem reduzierten Fuhrpark den Ausflugs- und den Linienverkehr nach Oberjesingen und Nagold wieder auf. Ab 1950 wurden mehrere Stadtlinien innerhalb von Böblingen und Sindelfingen eröffnet.
In den 1960er Jahren wurden rund 20 Omnibusse im Stadtverkehr Böblingen-Sindelfingen eingesetzt. Die Reisebusse von Pflieger steuerten mittlerweile Ziele in ganz Europa an.
Ende 1977 erreichte das Unternehmen vor dem Bundesverwaltungsgericht, dass die Stuttgarter Straßenbahnen ihre Buslinie Ba von Sindelfingen über Dagersheim nach Darmsheim an Pflieger abtreten mussten. Dagersheim war 1971 nach Böblingen, Darmsheim im gleichen Jahr nach Sindelfingen eingemeindet worden. 1981 folgte die Ausdehnung des Stadtverkehrs auf den Sindelfinger Stadtteil Maichingen.
Im Jahr 1984 wurde das 195 Kilometer lange Liniennetz mit 44 Omnibussen bedient, für die 1985 ein neuer Betriebshof im Industriegebiet Böblingen-Hulb entstand.
1999/2000 fand eine Neuordnung des gesamten Busnetzes statt, die Änderungen von Linienverläufen und Taktzeiten umfasste.
Bis 2018 übernahm Pflieger im Auftrag der Stuttgarter Straßenbahnen einzelne Fahrten auf den Linien 84 und 92.
Nach EU-weiter Ausschreibung aller Buslinien im Landkreis Böblingen betreibt das von Pflieger neu gegründete Schwesterunternehmen RVP seit Ende 2017 die Linie 745 Magstadt–Maichingen. Pflieger erhielt den Zuschlag für das Linienbündel 5 im Bereich Weil der Stadt, Grafenau und Calw ab Dezember 2018. Gleichzeitig übernahm das Unternehmen einzelne Kurse auf den Linien 734, 752, 753, 754, 756, 760, 761 und N74 des Betreibers FMO.
Mit einem eigenwirtschaftlichen Angebot konnte Pflieger auch das Linienbündel 7 für sich gewinnen und betreibt seit Dezember 2019 für knapp zehn Jahre weiterhin den Stadtverkehr in Böblingen und Sindelfingen.
Heute betreibt die Firma Pflieger 27 eigene Buslinien, sieben davon nur zeitweise. Mit knapp 100 Omnibussen werden jährlich rund 10 Millionen Fahrgäste befördert.
- Bilder

## Betrieb

### Linien
Pflieger unterhält folgende Buslinien (Stand 03/2025):
| Nr. | Verlauf | Besonderheiten                                                                                           |
| --- | --- | --- |
| 701 | Diezenhalde – Böblingen ZOB – Sindelfingen ZOB – Eichholz                                                         | |
| 702 | (Maichingen) - Hinterweil - Sindelfingen ZOB – Mercedes-Benz Werk                                                 | Die Fahrt ins Werk ist nur mit gültigem Werksausweis möglich                                             |
| 703 | Böblingen ZOB – Mercedes-Benz Werk                                                                                | Die Fahrt ins Werk ist nur mit gültigem Werksausweis möglich                                             |
| 704 | Böblingen ZOB - Goldberg - Sindelfingen ZOB – Hinterweil – Maichingen Bahnhof – Landhaussiedlung (- Waldfriedhof) | Die Haltestelle Waldfriedhof wird nur an Sonn-/Feiertagen bedient                                        |
| 705 | Maichingen - Sindelfingen ZOB – Flugfeld – Böblingen ZOB - Reiterhof - Diezenhalde                                | |
| 706 | Böblingen ZOB – Goldberg - Breuningerland – Viehweide                                                             | |
| 707 | Hulb – Mercedes-Benz – Sindelfingen ZOB                                                                           | Nur Montag–Freitag zu Schichtzeiten von Mercedes-Benz. Für die Fahrt ist kein Werksausweis erforderlich. |
| 708 | (Thermalbad -) Goldberg – Sindelfingen ZOB – Eichholz                                                             | Der Linienweg zum Thermalbad wird nur von einzelnen Fahrten bedient                                      |
| 709 | Böblingen ZOB – Hallenbad – Rauher Kapf                                                                           | |
| 711 | Sindelfingen ZOB – Goldberg – Breuningerland                                                                      | |
| 717 | Viehweide – Sindelfingen ZOB – Dagersheim – Darmsheim                                                             | |
| 721 | Diezenhalde – Böblingen ZOB – Kreiskrankenhaus - Thermalbad                                                       | Die Haltestelle Panzerkaserne wird nur von einzelnen Fahrten bedient                                     |
| 722 | Böblingen ZOB - Herrenberger Straße - Dagersheim - Darmsheim Inneres Bühl                                         | |
| 723 | Dagersheim Goethestraße – Böblingen ZOB - Tannenberg                                                              | |
| 725 | Böblingen ZOB – Reußensteinstraße – Waldorfschule                                                                 | |
| 728 | Böblingen ZOB – Hulb – Hulb West                                                                                  | |
| 743 | Böblingen ZOB – Dagersheim – Aidlingen – Deufringen – Gechingen                                                   | Linienverteilung wegen Schmalen Weg Irmweg/Kreuzstraße im Deufringen                                     |
| 744 | (Sindelfingen ZOB) Böblingen ZOB – Dagersheim – Aidlingen – Deufringen – Dachtel – (Gechingen)                    | Linienverteilung wegenSchmalen Weg Irmweg/Kreuzstraße im Deufringen Nur Montag-FreitagSamstag            |
| 745 | Maichingen – Waldfriedhof – Magstadt                                                                              | Diese Linie wird durch das Schwesterunternehmen RVP GmbH betrieben                                       |
| 763 | (Sindelfingen –) Böblingen – Aidlingen – Dachtel – Gechingen – Calw                                               | |
| 764 | Dachtel – Aidlingen – Ehningen Bf – IBM – Ehningen Bf                                                             | Nur Montag–Freitag zur HVZ                                                                               |
| 766 | Böblingen – Dagersheim – Darmsheim – Grafenau – Weil der Stadt                                                    | |
| 768 | Gärtringen Bf – Aidlingen – Lehenweiler (– Döffingen)                                                             | Nur Schultage bis Döffingen                                                                              |
| 769 | Sindelfingen -Döffingen -Dätzingen -Weil der Stadt (- Hausen)                                                     | Berufsverkehr für Mercedes Benz Werk und Schülerverkehr für Sindelfingen Schulen                         |
| N73 | Böblingen ZOB – Diezenhalde – Panzerkaserne – Sindelfingen Eichholz – Böblingen ZOB                               | Nachtbuslinie                                                                                            |
| N75 | Böblingen ZOB – Dagersheim – Aidlingen – Deufringen – Dagersheim – Böblingen                                      | Nachtbuslinie                                                                                            |

Zusätzlich werden zeitweise weitere Linien zur Schülerbeförderung (A-Linien), sowie zwei Ruftaxilinien (RT704 und RT708) betrieben.
Eine Übersicht in Form eines schematischen Liniennetzplans ist auf der Homepage des Unternehmens zu finden.

### Fuhrpark
Der Fuhrpark des Unternehmens Pflieger besteht größtenteils aus Niederflur-Stadtbussen des Typs Citaro von Mercedes-Benz in Solo- und Gelenkausführung, die von 2000 bis 2010 nach und nach die bisherigen O 405 ersetzt haben. Im Februar 2008 lieferte Mercedes-Benz den 20.000sten gebauten Citaro an Pflieger aus. Seit dem Jahr 2018 wurde die Flotte u. a. durch neue MAN Lions City erneuert. Der Fuhrpark an Linienfahrzeugen wuchs durch Gewinn von Regionalverkehrslinien auf insgesamt knapp 100 Fahrzeuge an.
Seit Anfang 2020 haben Hybridfahrzeuge der Hersteller MAN und Mercedes-Benz den Fuhrpark ergänzt und ältere Modelle abgelöst.
Im Gelegenheitsverkehr kommen ein S 431 DT, ein S 416 HDH, zwei S 415 HDH, ein S 415 H, zwei S 315 H und ein S 317 UL der Marke Setra zum Einsatz.
Darüber hinaus unterhält das Unternehmen drei Mercedes-Benz-Oldtimerbusse, einen O 321 H (Baujahr 1965), einen O 317 K (Baujahr 1968), einen O 305 (Baujahr 1986). Der O305 wird, ebenso wie der letzte verbliebene O405, gelegentlich zur Schülerbeförderung eingesetzt.